# Каратомар (Цілиноградський район)
Каратома́р (каз. Қаратомар) — село у складі Цілиноградського району Акмолинської області Казахстану. Входить до складу Шалкарського сільського округу.
Населення — 97 осіб (2021; 177 у 2009, 260 у 1999, 361 у 1989).
Національний склад станом на 1989 рік:
- казахи — 100 %.